# Убитые молнией
«Убитые молнией» — фантастический кинофильм режиссёра Евгения Юфита. Плод совместных усилий продюсеров Сергея Сельянова и Игоря Калёнова. Реминисценция произведений Эдгара Аллана По.

## Сюжет
Женщина-антрополог исследует корни человеческой эволюции. Психологическая травма детства, вызванная гибелью отца, командира подлодки во время Второй мировой войны, периодически напоминает ей о себе. Фантомы доисторического прошлого и насильственной смерти отца, сталкиваясь в подсознании учёной, рождают неожиданную теорию происхождения человека.

## В ролях
- Александр Аникеенко
- Александр Маскалин
- Вера Новикова
- Ольга Семёнова
- Елена Симонова

Премьера фильма состоялась 27 июня 2002 года, а мировая премьера — 18 февраля 2006 года.